# Polywell
Polywellは核融合の一形式。

## 概要
名称は'polyhedron'(多面体)と'potential well'(ポテンシャル井戸)に由来する。Polywellは正6面体の各面に配置されたドーナツ状のコイルと電子源としての電子管と重水素、三重水素などの燃料供給装置で構成される。
中性子を発生するが、エネルギーの入力を超える十分なエネルギーは生成できない慣性静電閉じ込め核融合のフィロ・ファーンズワース フューザーを原型としているが、フューザーとは異なり、網状の静電電極ではなく、電磁石の磁場を使用してプラズマを中心部に保持する。入力したエネルギーを上回るエネルギーを産み出すためには、コイルの半径は1.5ｍが必要とされる。

## 文献
- Bussard, Robert W., and Nicholas A. Krall. “Electron Leakage Through Magnetic Cusps in the Polywell Confinement Geometry”. Tech. rep. National Information Technical Service Document No. ADA 257648, EMC2 Technical Report 0191-02, 1991.
- Rogers, Joel G. "A “Polywell” p+11B Power Reactor." The School of Physics. The University of Sydney. Web (2011).
- Moynihan, Matthew, and Follow Following Unfollow Dr Matthew Moynihan. "Polywell Fusion in Nine Steps."